# Fantaghirò 5
Fantaghirò 5 è una miniserie televisiva, la quinta appartenente all'omonimo franchise fantasy romantico. La miniserie è stata trasmessa per la prima volta da Canale 5 in due parti da 100 minuti ciascuna, il 23 e 25 dicembre del 1996.

## Trama

### Prima parte
In un continente parallelo iniziano ad accadere eventi terrificanti. Gli ortaggi e i frutti iniziano a ribellarsi agli uomini, gettando il terrore tra la popolazione incredula. Il regno viene assediato da strani soldati maligni fatti di frutta che rapiscono gli abitanti, prediligendo i bambini, per darli in pasto a un tenebroso capitano di un vascello fluttuante. 
I ribelli sopravvissuti trovano rifugio presso il nascondiglio sotterraneo di Asteria, una brutta ma amabile fattucchiera che offre loro non solo asilo, ma anche una possibilità di salvezza: grazie all'ausilio di una magica radice parlante, infatti, i bambini sopravvissuti alla mattanza possono richiamare un eroe che li soccorra. Ogni bambino non deve far altro che staccare una fogliolina dalla radice, esprimere un desiderio e mangiarla. I ragazzi desiderano un eroe forte, combattivo, coraggioso, ma due di loro desiderano che l'eroe sappia cucinare manicaretti prelibati e che sia una donna. 
Nel frattempo, nel mondo di Fantaghirò, questa viene fatta prigioniera della Strega Nera la quale, privata di gran parte dei suoi magici poteri, spera di recuperarli uccidendo una persona piena di bontà come la giovane regina. Ma, proprio mentre sta per uccidere Fantaghirò, la radice magica riconosce in lei tutti i requisiti espressi dai bambini e la donna scampa ancora una volta alla morte, ritrovandosi nell'altro mondo. 
All'inizio i bambini non sono molto felici, ritenendo che un eroe donna non sia proprio colui che cercavano, ma col tempo scoprono che Fantaghirò è esattamente colei che può far fronte al pericolo mortale piombato nella loro pacifica terra. Tuttavia, Fantaghirò vorrebbe tornare nel suo mondo, così Asteria, mentre la donna sta dormendo, le applica addosso delle "memosughe", piccoli animali magici che la prosciugano di ogni sentimento relativo al suo mondo d'origine. 
La situazione precipita rapidamente, in quanto complicata da un guerriero invincibile, apparentemente fatto di metallo, che Asteria, innamorata perdutamente di lui e pensando che possa fornire aiuto ai ribelli, riporta in vita da una paralisi magica. Il guerriero, però, si allea immediatamente con le forze nemiche, sempre più agguerrite e spietate.  

### Seconda parte
Fantaghirò, si ritrova alleata di un cavaliere errante spudorato e palesemente invaghito di lei, di nome Aries, che non manca mai di farla infuriare con la sua ironia fuori luogo; malgrado il carattere incostante e infantile, il cavaliere è un aiuto validissimo per i piccoli ribelli, in quanto dimostra un'abilità incredibile con le armi, acquisita in anni di viaggio per il mondo. Proprio grazie all'abilità di Aries i protagonisti riescono a sconfiggere il guerriero di metallo, che sprofonda in un fiume. Quando Fantaghirò inizia ad innamorarsi di Aries, l'uomo decide di mettere alla prova il suo amore e convince Asteria a restituirle i suoi vecchi sentimenti.
Si giunge quindi allo scontro finale tra Fantaghirò e Senza Nome, il capitano del vascello, che si rivelerà essere una sorta di automa costruito da un artigiano magico con il legno di un albero stregato, l'apalicandro, completamente indistruttibile. Senza Nome rivela a Fantaghirò che da quando ha preso vita ha cominciato a viaggiare per i mondi nutrendosi di carne umana; più ne mangiava e più diventava umano lui stesso. La lotta finale fra il capitano e Fantaghirò è decisamente impari, in quanto la donna non possiede armi o tecniche magiche in grado di arrestarlo.
Sembra che la sua fine sia vicina, ma Fantaghirò, si avvale dell'aiuto di una coppia di famelici tarli magici, famelici divoratori di legno di apalicandro. Il corpo del capitano è, infatti, ancora in gran parte legnoso, pertanto i tarli ne banchettano fino a ucciderlo.
Sconfitto il mostro cannibale torna la felicità e Fantaghirò prende parte ai festeggiamenti. La ragazzina, la stessa che ha desiderato un eroe donna all'inizio della storia, va da Fantaghirò per consegnarle la radice magica, le cui foglie sono ricresciute, per permetterle di esprimere il desiderio di tornare nel suo mondo. Tuttavia, la ragazzina vede Fantaghirò e Aries scambiarsi effusioni appassionate, così capisce che Fantaghirò è felice di restare lì con loro e butta via la radice, lasciando Fantaghirò all'oscuro di tutto.

## Repliche
Viene replicato anche dal canale Mediaset Extra.